# Kilariô
Kilariô é uma canção do músico recifense Di Melo, lançada em 1975 pela EMI-Odeon.

## História
Em 1973, Di Melo viajou ao Japão, para ficar três meses. Lá, ele compôs três canções: Kilariô, Minha Estrela e Se o Mundo Acabasse em Mel. Um dia, Di Melo havia recém saído do bar Saci Pererê, e alcoolizado, vendo o sol surgir, gritou os primeiros versos da canção:
| “ | Kilariô! Raiou o dia, eu vi chover em minha horta. | ” |

Na edição 1059 da revista CartaCapital, Di Melo assumiu uma relutância em cantar a canção. Segundo ele, ela remete a momentos tristes da sua vida, já que foi escrita numa época dura, em que, segundo ele, o prejudicaram de diversas formas.

## Lançamento
A canção foi lançada como lado A de dois compactos. Um compacto continha Pernalonga no lado B, o outro compacto era em 45 rotações por minuto e continha Conformópolis no lado B. A canção também está presente no álbum Di Melo, de 1975. Hoje em dia, tanto o álbum quanto os compactos, são considerados raridades, sendo vendidos por preços muito altos.

## Clipe
Foi lançado um clipe da música em 26 de setembro de 2016. No clipe, Di Melo caminha pelas ruas da cidade de São Paulo.